# Noví filozofové

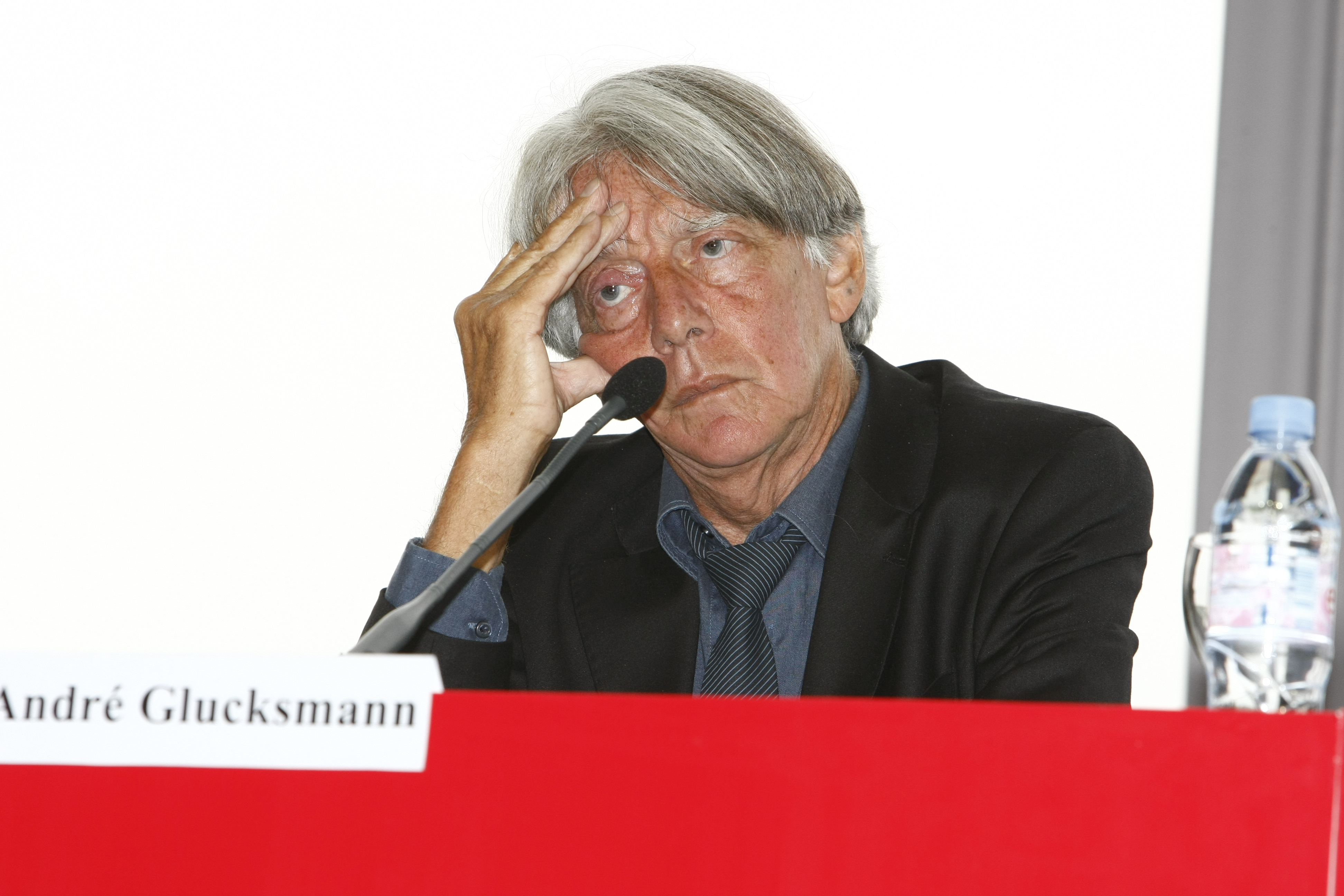
André Glucksmann, jeden z nových filozofů

Noví filozofové (francouzsky Nouveaux philosophes nebo nouvelle philosophie) je skupina francouzských filozofů jako Alain Finkielkraut, André Glucksmann, Pascal Bruckner, Bernard-Henri Lévy, Jean-Marie Benoist, Christian Jambet, Guy Lardreau, Claude Gandelman, Jean-Paul Dollé a Gilles Susong, kteří vystoupili v 70. letech 20. století proti marxismu, revolučním učením a základním myšlenkám klasické
evropské filozofie – ideje zákonitosti a poznatelnosti světa, rozumného přetváření společnosti a společenského pokroku.
Dějiny lidské společnosti se jim jeví jako monotónní opakování forem nadvlády.